# Autostrada M1 (Węgry)
Autostrada M1 (węg. M1-es autópálya) – autostrada na Węgrzech w ciągu tras europejskich E60 i E75.
Autostrada łączy Budapeszt z miastem Győr. Umożliwia dojazd ze stolicy Węgier do Austrii i na Słowację, dzięki połączeniu z autostradą M15. Jest najważniejszym ciągiem komunikacyjnym północno-zachodnich Węgier. Pierwszy odcinek został otwarty w latach 70. XX wieku, a fragment z Hegyeshalom do austriackiej granicy w 1996 roku.
Budowa M1 zajęła około 30 lat. Sukcesywnie oddawano do użytku następujące odcinki:
- odcinek Budapeszt – Budaörs: 7 km: oddano w roku 1964 (jedna jezdnia), przebudowana w 1977–78
- odcinek Budaörs – Biatorbágy: 4 km: oddano w roku 1979 (jedna jezdnia), przebudowana w 1981
- odcinek Biatorbágy – Zsámbék: 9 km: oddano w roku 1987
- odcinek Zsámbék – Bicske: 13 km: oddano w roku 1985
- odcinek Bicske – Tatabánya: 28 km: oddano w roku 1982
- odcinek Tatabánya – Komárom: 20 km: oddano w roku 1975 (jedna jezdnia), przebudowana w 1990
- odcinek Komárom – Győr: 19 km: oddano w roku 1977 (jedna jezdnia), przebudowana w 1990
- odcinek Győr-kelet – Győr-nyugat: 24 km: oddano w roku 1995
- odcinek Győr – granica z Austrię: 42 km: oddano w roku 1996

Autostrada jest płatna na odcinkach między węzłami:
- M0/M1 – Tatabánya/Óváros
- Tata/Környe – Győr kelet
- Csorna/Győr – Hegyeshalom

## Trasy europejskie
Autostrada M1 jest częścią kilku tras europejskich:
| Numer | Odcinek                                                        |
| ----- | -------------------------------------------------------------- |
| E60   | (16) M0, Biatorbágy – (171) granica z Austrią                  |
| E65   | (160) Mosonmagyaróvár / Csorna, Szombathely – (166) M15, Levél |
| E75   | (16) M0, Biatorbágy – (166) M15, Levél                         |